# 劍南詩稿
《劍南詩稿》，南宋陸游所作，其長子陸子虛編，共八十五卷，因為紀念蜀中生活而得名。陸游所作的近萬首詩歌中有九千三百餘首都收於此別集中。今有明代毛晉刻本，書後有毛晉跋，附有《放翁逸稿》兩卷。:559